# Географічне профілювання
Географічне профілювання — це методологія розслідування кримінальних справ, за допомогою якої аналізуються місця скоєння пов'язаних серійних злочинів з метою визначити найбільш імовірну територію проживання правопорушника. Завдяки поєднанню якісних та кількісних методів вона допомагає зрозуміти просторову поведінку злочинця та зосередити розслідування на меншій території. Зазвичай використовується для розслідування серійних вбивств та зґвалтувань (але також для підпалів, бомбувань, пограбувань та інших злочинів), методика допомагає слідчим визначити пріоритетну інформацію під час масштабних кримінальних розслідувань, до яких зазвичай залучаються сотні чи тисячі підозрюваних та підказок.
На додачу до визначення найбільш імовірної території проживання правопорушника, розуміння просторової моделі серії злочинів та характеристик місця злочинів може допомогти слідчим отримати іншу корисну інформацію, як-то, чи був злочин опортуністичним, та ступінь обізнаності правопорушника з місцем злочину. Це базується на зв'язку між мисливською поведінкою правопорушника та його/її некримінальним життям. Популярність географічного профілювання зростає; в поєднанні з профілюванням правопорушника воно може бути корисним засобом для розслідування серійних злочинів.

## Історія
Незважаючи на те що просторовий метод аналізу використовується слідчими вже дуже багато років (згадаймо слідчих, які збиралися навколо великої карти міста з встромленими в неї шпильками), формалізований процес відомий сьогодні як географічне профілювання зародився під час дослідження проведеного в Школі кримінології Університету Саймона Фрейзера (Британська Колумбія, Канада) в 1989 р. Провідний розробник методики — Д-р Кім Россмо, колишній слідчий поліції в м. Ванкувер, Канада. Його метою було створити карту за допомогою аналітичного складання карти злочину, щоб відобразити найбільш імовірне місце проживання серійного правопорушника. Модель географічного профілювання базується на припущенні про те, що правопорушники більш схильні вибирати своїх жертв та скоювати злочини сконцентровано неподалік своєї домашньої адреси. Наразі методика застосовується в деяких правоохоронних органах США, Великої Британії та Європи. Вона була спочатку розроблена для розслідування насильницьких злочинів, але також її почали активно використовувати і для майнових злочинів.
Зважаючи на численні дослідження, більш важливим стало вивчення звичних подорожей правопорушників, задля визначення просторового вектора кримінальної активності. Ці території стають зоною комфорту для злочинців-хижаків, де вони скоюють злочини з почуттям безпеки. Отже, кримінальні дії відповідають функції спадання від відстані, тобто чим далі знаходиться простір регулярної активності правопорушника, тим менш ймовірним є те, що дана особа буде виявляти хижацьку кримінальну активність. Однак, існує також буферна зона, де правопорушник буде уникати скоєння злочину надто близько до свого будинку, щоб згодом сусіди його не ідентифікували.
Теоретичні основи географічного профілювання містяться в кримінології оточення. Основні концепції такі:
- Подорож до злочину: Підтримує ідею про те, що злочини ймовірно виникають ближче до місця проживання правопорушника та відповідають функції спадання від відстані, коли скоєння злочину є менш ймовірним, чим далі від своєї бази проживання знаходиться правопорушник. Це пов'язано з «відстанню злочину»: порушники загалом долають обмежені відстані, щоб скоїти свої злочини.
- Теорія звичної активності: Розроблена Кохеном та Фелсоном (1979), головний принцип полягає в тому, що злочинець та жертва мають перетинатися в часі та просторі для того, щоб злочин відбувся. Цей підхід зосереджується на концепції того, що злочин виникає, коли можливість використовується в межах некримінальної просторової діяльності обох учасників. Простір активності може складатися зі звичних територій, якими подорожує правопорушник, як-то, робоча, шкільна, домашня, рекреаційна зони.
- Теорія раціонального вибору

Концепція, яка пояснює просторову поведінку, включає принцип найменших зусиль, коли злочинці більш схильні діяти за першої нагоди, та ідею буферної зони. Вона описує постійну суперечність між бажанням порушника відвернути увагу від своєї бази проживання та бажанням подорожувати не далі, ніж необхідно для скоєння злочину.
- Теорія моделі злочину

Розроблена канадськими кримінологами оточення Поулом та Патрісією Брентінгем. Теорія має найбільший вплив в географічному профілюванні. Вона припускає, що місця та можливості злочину не є випадковими. Вона наголошує на взаємодії між ментальною картою просторового оточення злочинця та розподілом жертв (цільовим фоном)
Більш того, серійні злочини є найлегшими для застосування географічного профілювання, адже кожен злочин містить нову просторову інформацію та забезпечує додаткові дані, включаючи факт того, що територія злочину схильна до розширення зі зростанням комфорту та впевненості. Початкове полювання та злочинні діяння найбільш ймовірно виникають відносно близько до місця проживання чи роботи правопорушника. З досягненням успіху зростає почуття впевненості для пошуку здобичі далі від місця проживання та подорожування на більші відстані. Злочини, що підходять для аналізу, — хижацькі за своєю природою та такі, що передбачають певний процес прийняття просторових рішень, наприклад, визначення зони полювання за мішенню, маршруту подорожі, засобу пересування і навіть місця заховання тіла.
Інший провідний дослідник в цій сфері Девід Кантер, чий підхід до географічного профілювання детально зосередився навколо теорії кола з ряду теорій оточення. В 1993 р. Кантер та Ларкін розробили дві моделі поведінки злочинця: модель мародера та постійного пасажира. Відмінність полягає в тому, що мародери оперують в зоні, яка є дуже близькою до місця проживання, а постійні пасажири скоюють злочини поза звичною зоною. Теорія сподівається розрізняти два типи серійних злочинців, вивчаючи відношення кримінальної просторової поведінки до місця проживання злочинця.

## Фактори
При розробці географічного профілю враховуються такі важливі фактори:
- Місця скоєння злочинів
- Тип злочинця
- Стиль полювання
- Цільовий фон
- Автомагістралі
- Автобусні зупинки та залізничні станції
- Фізичні та психологічні межі
- Землекористування
- Демографічна ситуація по-сусідству
- Звична активність жертв
- Особливі риси
- Переміщення

Включаючи ці фактори до профілю, можна отримати географічну модель, яка проливає світло на мобільність злочинця, методи його пересування, можливість переходити межі та найголовніше — ймовірне місце проживання. Важливо визнати таку просторову умисність, визначити зону комфорту злочинця та його бажання скоювати злочини на території, яка йому знайома. Однак, реальність може бути значно складнішою, злочинець може мати багато опорних просторових точок, як-то, дім, робота чи інше важливе для нього місце.

## Засоби
Географічне профілювання — це засіб розслідування, який можна розглядати як систему стратегічного інформаційного менеджменту, що допомагає правоохоронцям працювати з великим обсягом інформації в ході розслідування. Воно зосереджено на географічних аспектах злочину і передбачено для потреб розслідування серійних злочинів. В межах цього підходу Россмо розробив комп'ютеризований алгоритм географічного профілювання, що називається кримінальне географічне прицілювання, і який оцінює просторові характеристики злочинів. Він аналізує географічні координати злочинів правопорушника та видає кольорову мапу з ймовірностями для різних точок з найбільш ймовірної зони проживання злочинця.
Інші засоби, що застосовуються в географічному профілюванні, включають спеціалізовані програмні пакети, як-то, Rigel [Архівовано 13 грудня 2009 у Wayback Machine.], CrimeStat чи Gemini [Архівовано 12 вересня 2012 у Wayback Machine.]. Аналогічно, вхідними даними для них є адреси чи координати місця злочину, що часто вводяться через геоінформаційну систему. На виході отримується поверхня ризику (тривимірна ймовірнісна поверхня) чи кольоровий геопрофіль, що відображає найбільш імовірні зони проживання злочинця чи базу пошуку. Ці програми допомагають аналітикам-криміналістам та слідчим зосередити свої ресурси більш ефективно, виділяють ключові географічні зони.

## Міжнародне товариство
Географічне профілювання є підтипом кримінального профілювання чи профілювання злочинця (визначення характеристик правопорушника за допомогою особливостей злочину). Воно, таким чином, пов'язане з психологічним чи поведінковим профілюванням. Якщо психологічне профілювання визначає «хто», то географічне — «де». Всі, хто працює з географічним профілюванням, є членами Міжнародного товариства з аналізу в сфері кримінального розслідування, організації з професійного профілювання, що була запроваджена слідчими, яких тренувало ФБР в 1980-х рр.

## Обмеження
Попри те що географічне профілювання є дієвим засобом, що допомагає розслідуванню, як і будь-яка інша модель, воно має численні обмеження:
- Воно бере до уваги лише просторову поведінку серійного правопорушника
- Воно не може відрізнити кількох злочинців, які діють на одній території та мають схожий почерк
- Воно діє за припущення, що правопорушники не є подорожуючими злочинцями
- Якою б високотехнологічною не була комп'ютерна система, вона не може проаналізувати всю інформацію, що стосується серії злочинів, вона є дієвою лише тоді, коли правильність її алгоритму підпадає під припущення